# برايان ستيل
برايان ستيل (بالإنجليزية: Brian Steele)‏ هو لاعب اتحاد الرغبي نيوزلندي، ولد في 19 يناير 1929 في ويلينغتون في نيوزيلندا.